# Fantastic Fest
Fantastic Fest és un festival de cinema que es celebra anualment a Austin. Va ser fundat l'any 2005 per Tim League d'Alamo Drafthouse, Harry Knowles del lloc web Ain't It Cool News, Paul Alvarado-Dykstra i Tim McCanlies, el guionista de The Iron Giant i Secondhand Lions. Lisa Dreyer és la directora del festival i Annick Mahnert n'és la cap de programació.
El festival se centra en pel·lícules dels gèneres de terror, ciència-ficció, fantasia, acció i asiàtic. Té lloc durant vuit dies del mes de setembre als cinemes Alamo Drafthouse South Lamar i és reconegut com una important plataforma de difusió per a les pel·lícules de gènere fantàstic.
Una característica destacada d'aquest festival és la inclusió de «projeccions secretes». En aquestes projeccions, el públic sovint no sap quina serà la pel·lícula fins que s'asseu moments abans de començar. També inclou nombroses festes temàtiques, visites i altres esdeveniments. El 2007, l'editor de Variety Charles Koones va referir-se al Fantastic Fest com un dels «deu festivals que estimem». El 2008, Moviemaker va nomenar Fantastic Fest «un dels 25 festivals de cinema que paga la pena l'entrada». El 2017, Moviemaker va incloure Fantastic Fest en la llista d'«Els 25 festivals de cinema més genials del món».
El 2022, es va crear una àrea de programació exclusiva en línia, «Burnt Ends», en què es mostren «les pel·lícules més estranyes, salvatges i marginals del moment».